# Археологический музей Кавалы
Археологический музей Кавалы (греч. Αρχαιολογικό Μουσείο Καβάλας) — расположен в западном пригороде города Кавала, Восточная Македония и Фракия, Греция.

## Музей
Музей был основан в 1934 году, и был вновь открыт в 1964 году в его нынешнем здании. Музей, в его сегодняшнем виде, был построен архитекторами Д. Фатуросом и Г. Триандафиллидисом, профессорами Аристотелева университета Салоник, между 1963 и 1964 годами
Музей считается самым важным археологическим музеем в Восточной Македонии и одним из самых значительных музеев в Греции.
Музей содержит доисторические экспонаты, обнаруженные на территории нома Кавала, включая находки из древнего Неаполя (располагавшегося на территории сегодняшнего квартала Панагия Кавалы), из Амфиполиса и археологических площадок в Палипсос, Трагилос, Месемврии и Абдер.

## Экспонаты
На первом этаже музея располагаются экспонаты из древнего Амфиполиса, включая мраморный бюст женщины (4-й век до н. э.), мраморную надгробную стелу эфеба (греч. юноша) (5-й век до н. э.), большое золотое кольцо и золотой оливковый венок, найденный в македонской гробнице (3-й век до н. э.), безголовую мраморную статую женщины одетую в пеплос (1-й век до н. э.), и бюст римской императрицы Агриппины.
В соседнем зале располагаются археологические находки связанные с богиней «Партенос» (греч. Дева — ассоциируется с греческими богинями Афина и Артемида) в древнем Неаполисе, и много сосудов и фигурок архаического периода.
На втором этаже музея располагаются экспонаты из обширного региона Фракия, из Галипсоса, Горгитона, Топироса, Трагилоса, Абдер и Месемврии. Экспонаты разнообразны: от глиняных фигур и саркофагов до монет македонских базилевсов, чернофигурных изделий, покрашенных гробниц и металлической посуды
Кикладская амфора (7-й век до н. э.) и краснофигурная гидрия (4-й век до н. э.) в числе основных экспонатов на первом этаже
- Фрагмент статуи мужчины одетого в короткий хитон
- Окрашенная гробница- погребальный ритуал. 4-й век до н.э.
- Окрашенные гробницы

## Атриум
Атриум и внутренний двор Археологического музея Кавалы содержит ряд архитектурных элементов, раскопанных в разных областях Восточной Македонии, и датируемых римским периодом. Здесь также находится ряд стел с рельефами и надписями.

## Реконструкция
В период 1999—2000 годов музей был расширен и реконструирован. Были созданы дополнительные залы для выставления постоянных коллекций и для увеличения числа временных выставок.